# Jevgenija Kuznetsova
Jevgenija Kuznetsova (ryska: Евгения Петровна Кузнецова), född den 18 december 1980 i Leningrad, Sovjetunionen, är en tidigare rysk och numera bulgarisk gymnast.
Hon tog OS-silver i lagmångkampen i samband med de olympiska gymnastiktävlingarna 1996 i Atlanta.